# Brodniki (województwo lubuskie)
Brodniki – osada w Polsce położona w województwie lubuskim, w powiecie słubickim, w gminie Rzepin, w sołectwie Starościn.
W latach 1975–1998 miejscowość administracyjnie należała do województwa gorzowskiego.
Osada położona jest przy drodze lokalnej Starościn – Połęcko.